# Occhio per occhio (film 2019)
Occhio per occhio (Quien a hierro mata) è un film del 2019 diretto da Paco Plaza.
Thriller-drammatico spagnolo, ultimo interpretato dall'attore spagnolo Xan Cejudo (morto dopo la fine delle riprese) ed è dedicato alla sua memoria.

## Trama
Galizia. Antonio Padin, potente boss del narcotraffico, ormai anziano e affetto da una malattia degenerativa viene rilasciato dal carcere per passare il resto dei suoi giorni in una casa di riposo. Accompagnato dai figli Toño e Kike viene affidato alle cure di Mario, caposala della struttura, sposato con Julia e in attesa di diventare padre. L’uomo, per motivi misteriosi decide di occuparsi personalmente dell’anziano criminale, e ne tiene nascosta l’identità alla moglie.
La notte successiva al ricovero di Padin, Mario si reca in una zona imprecisata della città dove acquista dell’eroina da uno spacciatore, il quale gli dice di ricordarsi di lui ma che “lo credeva morto”. Tornato alla casa di riposo, Mario prepara la droga e la inietta a Padin, dicendogli che si tratta del medicinale per la sua terapia. Nei giorni successivi ripete le iniezioni di eroina nel paziente, le cui condizioni cominciano a peggiorare, e nel frattempo scopre che Julia è incinta di un maschietto. Durante questo periodo, Mario ha dei flashback in cui rivede sé stesso da giovane mentre inietta della droga nel braccio di una persona sconosciuta.
Giorni dopo, Toño e Kike fanno visita al padre per chiedergli di partecipare alla trattativa con un cartello della droga cinese da svolgere con l’appoggio di un cartello colombiano . Padin tuttavia rifiuta la sua partecipazione e deride i due figli – verso i quali ha sempre provato sincero disprezzo ritenendoli degli inetti -, i quali decidono così di concludere l’affare senza di lui. La trattativa viene sventata da un blitz della polizia – che aveva impiantato un localizzatore sull’auto di Kike - e Kike viene arrestato, mentre Toño riesce a fuggire.
Nel frattempo, Mario informa il personale della struttura delle sempre più critiche condizioni fisiche di Padín. Dopo aver appreso, dal notiziario in televisione, che Kike è stato arrestato Padín, infastidito, tenta di spegnere il televisore ma cade dal letto sotto gli occhi impassibili di Mario, che alla fine lo aiuta a raggiungere il letto con l’aiuto di un collega. Toño parla con il suo avvocato che gli assicura che le prove sono tutte circostanziali e tutto ciò che devono fare è pagare la cauzione per far uscire di galera Kike. Toño ammette di non avere i soldi, poiché suo padre non aveva voluto partecipare all’accordo. Quando l’uomo fa visita al padre per raccontargli cosa è successo e chiedergli i soldi della cauzione, Padín si rifiuta, lasciando Toño stizzito e preoccupato.
Facendo visita a Kike in prigione, Toño apprende dal fratello che i colombiani sono adirati con loro per il fallimento della trattativa con i cinesi, ed esigono di essere ripagati con del denaro per la perdita della merce che avevano anticipato ai due fratelli. Kike spiega che il carcere è pieno di colombiani e che, finché non salderanno il debito, entrambi sono in pericolo di vita. Il rifiuto del padre di pagare la cauzione causa in Kike una crisi di pianto, al chè Toño, dopo aver promesso al fratello di farlo uscire di galera, si reca di nuovo alla casa di riposo per parlare con il padre.
Uscendo dalla struttura, Mario trova le gomme della sua macchina tagliate e Xepas, sicario e braccio armato del clan Padin che gli ordina di salire sul suo furgone, per poi portarlo da Toño. Qui il malvivente ordina Mario di convincere il padre a tornare a casa, minacciando di aggredire Julia se non gli darà ascolto. Dopodiché Xepas picchia Mario e lo lascia in mezzo alla strada. In seguito il sicario rivela a Toño di conoscere di vista Mario, avendolo visto comprare droga nei bassifondi della città anni prima.
Tornato alla casa di cura, Mario mostra a Padín una foto di suo fratello, Sergio, e spiega a Padín che è morto per overdose quando aveva 26 anni, più di due decenni prima. Continua spiegando che Sergio stava trattando per Padín in quel momento in cambio della propria fornitura. Mario dice a Padín che non solo gli ha somministrato eroina, ma non gli ha somministrato le sue solite medicine, e in più gli ha versato della candeggina nei pasti per farlo ammalare e vendicarsi per il suo indiretto coinvolgimento nella morte del fratello. Nel frattempo Toño tiene in ostaggio un altro membro dello staff della casa di riposo, Andrés, ordinandogli di dichiarare suo padre legalmente pazzo e farlo dimettere, ma il dottore viene accidentalmente ucciso da Xepas per essersi ribellato. In prigione, Kike viene aggredito da tre colombiani, che lo umiliano immergendogli la faccia in una latrina piena di escrementi e lo picchiano, dandogli una settimana di tempo per saldare il debito. Alla casa di cura Padín si sforza di raccontare a un'infermiera delle azioni di Mario, ma questi li interrompe mandando via l’infermiera. Nel frattempo Julia fa visita a Mario al lavoro scoprendo la vera identità di Padín, e lo shock le causa la rottura delle acque, costringendola al ricovero.
In ospedale Julia cerca di interrogare Mario su Padín ma viene interrotta da un dottore. Dopo che le è stato somministrato un sedativo, Mario torna alla casa di riposo, dove trova la polizia che interroga il personale sulla scomparsa di Andrés e nota uno sconosciuto in giacca e cravatta che sta parlando con Padin. Minaccia quindi Padín di procurargli un’overdose a meno che non gli dica chi è l'uomo, ma il malvivente per tutta risposta gli ride in faccia. Parlando con un collega, Mario apprende che l'uomo in giacca e cravatta era un notaio. Anziché tornare da Julia, Mario si affretta a sostituire i campioni di sangue di Padín prima che possano essere testati. Quindi torna da Padín con l'intenzione di adempiere alla sua minaccia di ucciderlo. Prima di farlo, ammette di aver ucciso di proposito suo fratello dopo che questi lo aveva pregato di farlo, per porre fine alle sue sofferenze. Quindi inietta a Padín una massiccia dose di eroina e se ne va.
Toño, fuori dalla casa di riposo, ha un'accesa discussione al telefono con il capo dei colombiani, che gli rinnova la sua promessa di uccidere lui e Kike. Vedendo Mario allontanarsi, lo insegue speronando la sua macchina, mentre Julia incomincia il travaglio. Mario viene salvato quando un camion colpisce l'auto di Toño causando la morte del conducente, ma lasciando Mario illeso. Accorgendosi che Toño è ancora vivo, benché ferito, Mario lo finisce soffocandolo. 
All'ospedale Mario arriva in tempo per il parto di Julia, e battezza suo figlio Sergio. Nel frattempo, Padin muore nella casa di riposo per overdose.
Mario partecipa al funerale di Padín e Toño, al quale è presente anche Kike, scortato dalle guardie carcerarie e felice per aver ereditato tutta la fortuna del padre e il comando dell'organizzazione criminale. Dopo il funerale, il notaio che Mario aveva precedentemente visto alla casa di riposo si avvicina a Mario e gli chiede di parlare con lui. Nel suo studio, il notaio presenta a Mario e Kike il testamento di Padín, nel quale viene nominato il piccolo Sergio come erede di tutta la fortuna del narcotrafficante. Mario comprende quindi il diabolico piano di Padin: nominare erede suo figlio per far perseguitare la sua famiglia dai suoi figli, impedendogli di rinunciare a tale eredità non essendone il destinatario. Furibondo per essere stato lasciato sul lastrico, Kike telefona a Xepas, che si dirige verso Julia e il bambino. Subito dopo, Kike viene catturato nel cortile della prigione dai colombiani e pugnalato a morte.
Mario torna a casa appena in tempo per vedere Xepas allontanarsi con il suo furgone e trova Julia morta, con una ferita di arma da fuoco sulla fronte e il bambino, ancora vivo, che continua ad allattarsi al suo seno.

## Produzione
Il film è stato prodotto da Vaca Films, Atresmedia Cine e Quien a hierro mata AIE insieme a Playtime Production e ha avuto la partecipazione di Atresmedia, Movistar+, TVG e Netflix e il supporto di ICAA, AGADIC  e MEDIA di Creative Europe. I luoghi delle riprese includevano La Coruña, Vilanova de Arousa e l' isola di Arousa.

## Distribuzione
Distribuito da Sony Pictures Entertainment Iberia, Occhio per occhio è uscito nelle sale in Spagna il 30 agosto 2019. È stato distribuito su Netflix il 30 marzo 2021.